# ترز لیوتار
ترز لیوتار (فرانسوی: Thérèse Liotard‎؛ زادهٔ ۶ مهٔ ۱۹۴۹) بازیگر و مجری تلویزیون فرانسه است.
از فیلم‌ها یا برنامه‌های تلویزیونی که وی در آنها نقش داشته‌است می‌توان به پدر پرافتخار من، برژراک، دختر به‌قتل‌رسیده، بخش ویژه و آرسن لوپن اشاره کرد.